# Mezzettia umbellata
Mezzettia umbellata är en kirimojaväxtart som beskrevs av Odoardo Beccari. Mezzettia umbellata ingår i släktet Mezzettia och familjen kirimojaväxter. Inga underarter finns listade i Catalogue of Life.